# Врбовка
Врбовка (слч. Vrbovka) насељено је мјесто са административним статусом сеоске општине (слч. obec) у округу Вељки Кртиш, у Банскобистричком крају, Словачка Република.

## Становништво
| Година:    | 1994. | 2004.   | 2014.    | 2024.    |
| ---------- | ----- | ------- | -------- | -------- |
| Број људи: | 452   | 413     | 351      | 315      |
| Разлика:   |       | -8,62 % | -15,01 % | -10,25 % |

| Година:    | 2023. | 2024.   |
| ---------- | ----- | ------- |
| Број људи: | 321   | 315     |
| Разлика:   |       | -1,86 % |

Према подацима о броју становника из 2011. године насеље је имало 360 становника.